# Partito Comunista dell'Artsakh
Il Partito Comunista dell'Artsakh (in armeno Արցախի կոմունիստական կուսակցություն, Artsakhi Komunistakan Kusaktsutyun) è un partito politico della repubblica di Artsakh (fino al 2017 denominata repubblica del Nagorno Karabakh).
Di evidente ispirazione ideologica è una forza politica di opposizione, attualmente guidata da Hrant Melkumyan rieletto in occasione del sesto Congresso nazionale del maggio 2012.
Nelle ultime elezioni parlamentari (2000, 2005, 2010, 2015, 2020) non ha superato lo sbarramento del 5% e non ha pertanto ottenuto alcun seggio. Analogo declino di consensi si è registrato nelle elezioni amministrative locali.

## Risultati elettorali

### Elezioni parlamentari
| Elezione          | Voti  | %     | Seggi |
| ----------------- | ----- | ----- | ----- |
| Parlamentari 2000 | n.d   | n.d.  | n.d   |
| Parlamentari 2005 | 2.432 | 4,0%  | 0     |
| Parlamentari 2010 | 3.057 | 4,6%  | 0     |
| Parlamentari 2015 | 1.136 | 1,65% | -     |
| Parlamentari 2020 | 480   | 0,65% | -     |

### Elezioni amministrative
| Elezione            | Capi comunità |
| ------------------- | ------------- |
| Amministrative 2004 | 9             |
| Amministrative 2007 | 2             |
| Amministrative 2011 | 0             |
| Amministrative 2015 | 0             |
| Amministrative 2019 | 0             |